# Saint-Barnabé (Marseille)
Pour les articles homonymes, voir Saint-Barnabé.
Saint-Barnabé est un quartier de Marseille, dans le 12e arrondissement. Il est centré sur l'ancien village de Saint-Barnabé, situé au bord du plateau dominant le ruisseau du Jarret, à l'est de la ville. On accède à Saint-Barnabé depuis le centre-ville en montant le boulevard de la Blancarde, qui contourne les anciens ateliers Decanis. Les habitants de Saint-Barnabé sont appelés les Barnabois. La population du quartier est de 12 070 en 2012.

## Histoire
La présence à Saint-Barnabé d'une tribu ligure, dès l'an 600 av. J.-C., est suspectée. Des vestiges de cette occupation ont été identifiés à Saint-Julien, quartier limitrophe.
Le site de Saint-Barnabé fut habité dans l'Antiquité romaine, vraisemblablement dès le IIe siècle av. J.-C. Les évêques de Marseille y avaient une bastide. Des fouilles archéologiques à la campagne des Lierres ont permis, en 1860, de mettre au jour plusieurs tombeaux en brique.
Au XVe siècle, Barnabé Capelle, notaire à Marseille, fit don d'un retable pour orner une chapelle située au lieu-dit Fond des Paillards. En reconnaissance, les habitants du lieu consacrèrent leur lieu de culte à Saint Barnabé.
Le château de Saint-Barnabé, construit au XVIIIe siècle, a hébergé d'illustres personnages : Marie-Christine de Bourbon-Siciles, régente d'Espagne, et femme de Ferdinand VII, Alphonse de Lamartine, Joseph d'Arbaud, etc.

## Géographie

### Quartiers voisins
- à l'ouest : la Blancarde.
- au nord : Bois-Luzy (Montolivet).
- au sud : la Parette, la Boiseraie (Saint-Jean du Désert), La Pomme.
- à l'est : La Fourragère, Beaumont, Saint-Julien, Les Caillols.

### Transports
Saint-Barnabé est desservi par les transports en commun de Marseille :
- La ligne 1 du métro, prolongée jusqu'à la Fourragère le 6 mai 2010, a deux stations à Saint-Barnabé : une sur la place Caire et une autre sur le boulevard Louis-Armand[4] ; le centre-ville de Marseille est désormais accessible à moins de 15 minutes de Saint-Barnabé.
- Ces lignes relient directement Saint-Barnabé aux quartiers des Cinq-Avenues, des Chartreux, à la gare de la Blancarde) et aux quartiers extérieurs (Saint-Julien, les Caillols, Montolivet)

Depuis 2018, l'A507 (ou "Rocade L2") permet contourner le centre-ville et de rejoindre en quelques minutes les autoroutes nord (A7) et est (A50).

## Saint-Barnabé village
Le village de Saint-Barnabé a gardé son caractère propre, avec sa rue centrale (rue Montaigne) très animée qui rassemble une multitude de petits commerces, et où les piétons disputent le passage aux automobiles et aux autobus. À l'extrémité de la rue, le « château », propriété de la ville, longtemps abandonné, héberge une crèche. Dans l'axe de la rue, on aperçoit l'église, sur la place Caire, face au Bar du terminus (il s'agit du terminus de l'ancien tramway de Marseille).
La « route de Saint-Julien » (aujourd'hui avenue) se sépare de la rue centrale à l'entrée du village, au lieu dit « La Croix », ainsi nommé en raison de la présence d'un calvaire (aujourd'hui occulté par un monument aux morts).
Entre ces deux axes de circulation, le terrain de l'ancienne École des électriciens, devenue École d'ingénieurs de Marseille (EIM) et transférée depuis les années 1980 à Château-Gombert, a été transformé en une placette piétonne entourée de commerces, espace commercial et piéton au cœur du quartier. Ce lieu a été baptisé « Saint-Barnabé-village ». L'imposant immeuble de l'École, longtemps désaffecté, a été transformé en 2007 en un ensemble de logements et bureaux.

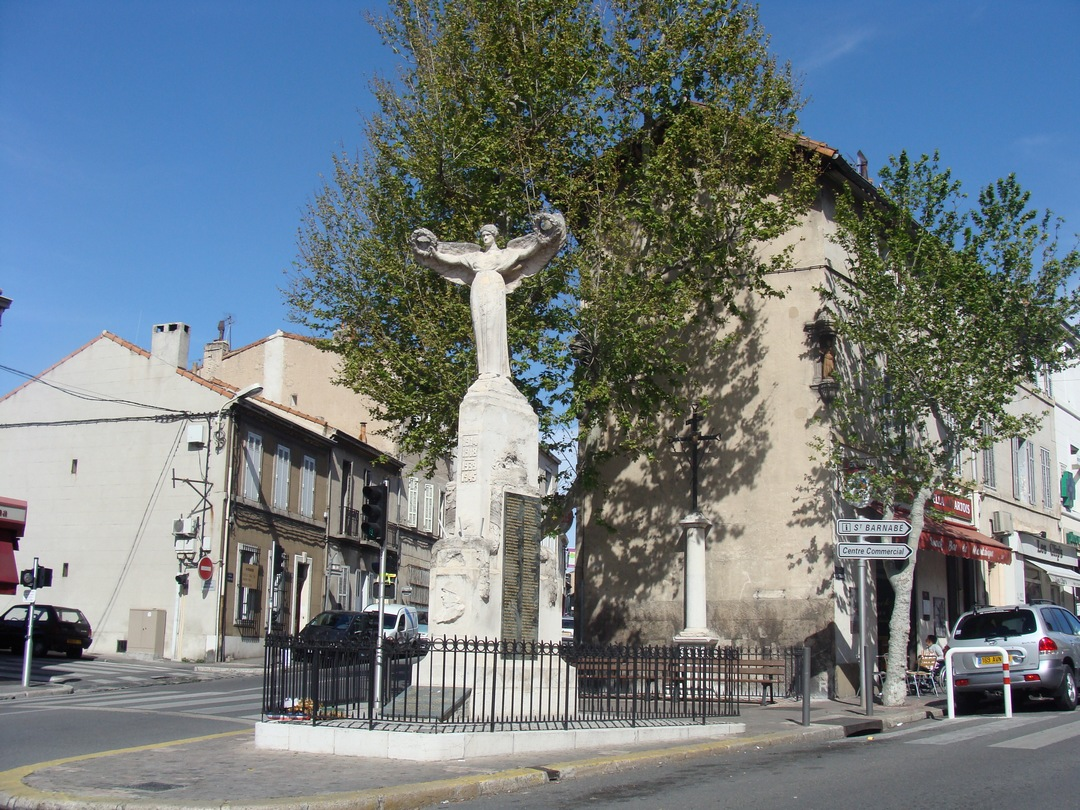
Saint-Barnabé, "la Croix"
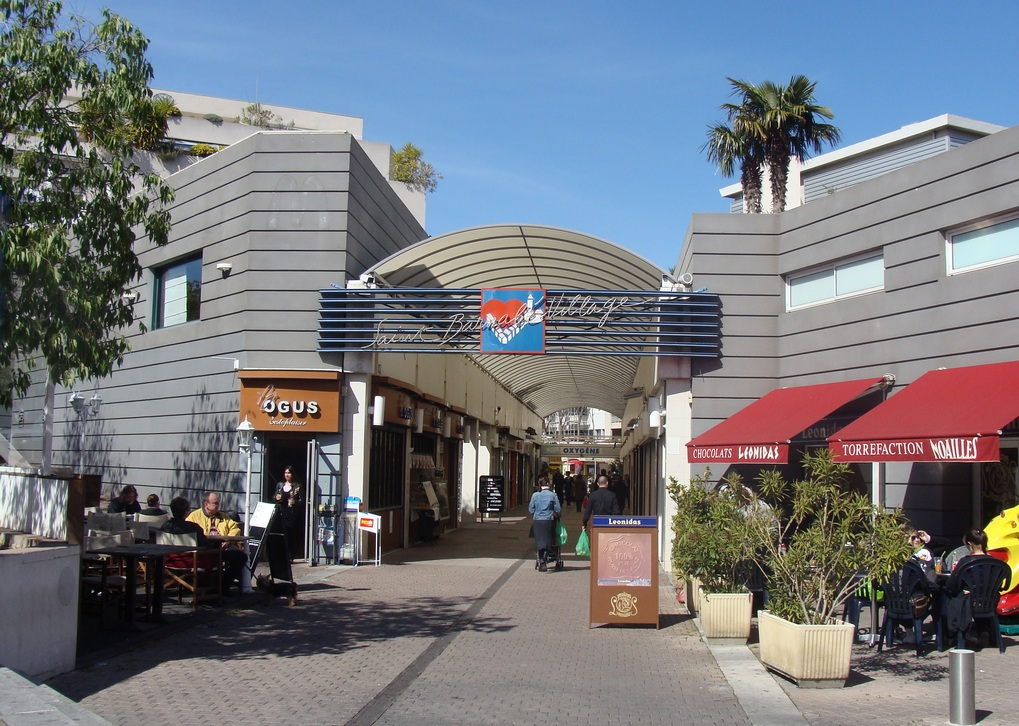
Saint-Barnabé village, la galerie commerciale
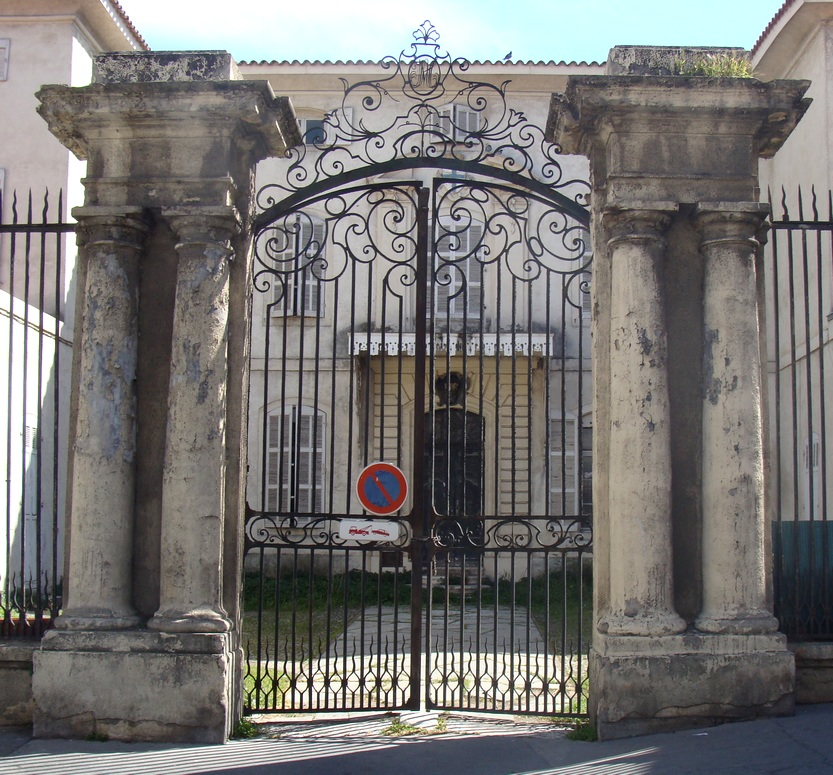
Le "château" de Saint-Barnabé
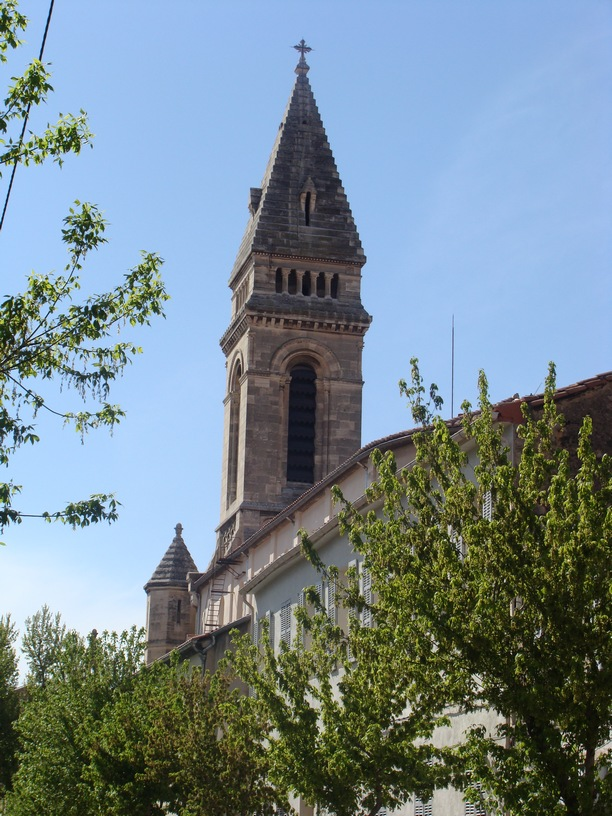
L'église de Saint-Barnabé

## Le quartier
Les propriétés rurales qui entouraient le village de Saint-Barnabé ont petit à petit cédé la place à des villas, modestes ou parfois ambitieuses, puis à des cités plus populaires. Le maillage urbain, assez impropre à la circulation, quadrille désormais ce quartier composite. Les activités économiques se réduisent aux nombreux commerces et à un certain nombre d'activités de services (poste, centres paramédicaux, garages).

## Éducation
Saint-Barnabé compte de nombreux établissements d'éducation, de portée locale, municipale ou régionale.

### Enseignement écoles maternelles et primaires
- Groupe scolaire Saint-Barnabé
- École privée catholique

### Enseignement secondaire
- Collège Darius Milhaud
- Collège Germaine Tillion
- Lycée professionnel et technologique Marie Gasquet : formation au bac et brevet de technicien supérieur
- Lycée l'Olivier

### Enseignement supérieur
- École Maestris : CAP, Bac, BP, BTS, DEES
- Lycée professionnel et technologique Marie Gasquet

### Autres
- Association ouvrière compagnons du devoir du tour de France. Établissement régional

## CIQ
Le Comité d'intérêt de Quartier (CIQ) de Saint Barnabé, le premier fondé à Marseille, date de 1886.

## Personnages célèbres
- Georges Briata (1933-2019), peintre né à Saint-Barnabé,
- Pierre Fabre (né en 1957), capoulié (responsable) du Félibrige de 1992 à 2006, a vécu à Saint-Barnabé jusqu'à l'âge de 20 ans et a fréquenté l'école élémentaire du groupe scolaire de Saint-Barnabé,
- Victor Gelu (1806-1885), poète provençal, a habité une maison de la rue Lazarine,
- André Roussin (1911-1987), auteur dramatique français, membre de l'Académie française, a vécu à Saint-Barnabé de l'âge de 3 ans à l'âge de 8 ans, entre 1914 et 1919,
- SCH, alias Julien Schwarzer, rappeur (né en 1993).
- Norbert Ferré, champion du monde de magie FISM 2003.

## Faits divers
En 1932, le bureau de Poste, alors situé à l'angle de la rue Montaigne et de la rue du Docteur-Cauvin, est le lieu d'un hold-up sanglant : 3 policiers sont tués. Camille Maucuer, le chef de la bande de malfaiteurs, est condamné à mort et exécuté, boulevard Chave, en 1934.